# Claudia Chamorro Barrios
Claudia Lucía Chamorro Barrios (nacida 1952 o 1953) es una escritora nicaragüense, oficial de salud pública, y anterior embajadora de Nicaragua en Cuba y Costa Rica. Fue diplomática  del gobierno sandinista (FSLN) en la década de los 80 del siglo XX. Más tarde se vuelve crítica del FSLN. Es autora de la memoria autobiográfica, Tiempo de Vivir.

## Biografía
Claudia Lucía Chamorro Barrios es hija de Violeta Barrios de Chamorro, quién sería Presidente  de Nicaragua en 1990, y Pedro Joaquín Chamorro Cardenal, un editor de diario crítico del régimen de la familia Somoza. Su padre fue asesinado en 1978, provocando condenas al gobierno y desatando la insurrección que eventualmente acabaría con el somocismo. Antes del asesinato de su padre Chamorro trabajó como artista y directora de una galería de arte, pero a partir de ese suceso se une activamente a los  sandinistas, y una vez que tomaron el poder sirve como negociadora para la junta y como embajadora en Cuba y Costa Rica en la década de los 80 del siglo XX.
En 1986 Chamorro fue embajadora de Nicaragua en Costa Rica. Al mismo tiempo, su hermano Pedro Joaquín estaba también en Costa Rica pero trabajando para los Contras, editando la publicación anti-FSLN Nicaragua Hoy, y como portavoz del esfuerzo por derrocar al FSLN, respaldado por los EE.UU. Sin embargo los hermanos seguirían en buenos términos con sus hijos jugando juntos. Ese año Chamorro se casó con Edmundo Jarquin, quien en ese entonces era embajador de Nicaragua en México, y había trabajado estrechamente con su padre en la década de los 70 del siglo XX Fue el segundo matrimonio de Claudia Chamorro. Se casaron en el día que habría sido el cumpleaños 62 de su padre.
Chamorro se convertiría en crítica del FSLN. Pidió a los nicaragüenses boicotear las elecciones de 2016, argumentando que la reelección presidencial de Daniel Ortega a un tercer término estaba arreglada y era una violación de la constitución nicaragüense.
Chamorro es autora de Tiempo de Vivir, una memoria autobiográfica publicada en 2003 sobre la enfermedad y muerte de su hijo por leucemia. En 1991 se muda con su familia a los Estados Unidos para buscar tratamiento para él; pero Marcos Tolentino Bárcenas Chamorro murió en la adolescencia en 1996. Después de la muerte de su hijo, Chamorro empieza a trabajar en la Organización Panamericana de la Salud (parte de la Organización Mundial de la Salud), y regresa a sus estudios ingresando a  la Universidad Americana.
Otros familiares de Claudia Chamorro son su tío Xavier Chamorro Cardenal, fundador de El Nuevo Diario, y su hermano Carlos Fernando Chamorro Barrios, fundador del periódico Confidencial.